# 카를라 카솔라
카를라 카솔라(이탈리아어: Carla Cassola, 1947년 12월 15일 ~ )는 이탈리아의 배우이다. 메시나 출신. 영화 《캡틴 아메리카》(1990)에 출연했다.

## 출연 작품
- 코코 샤넬(영어판) (2008)
- 고문자 (2006)
- 청취 (2006)
- 베로니카 - 사랑의 전설 (1998)
- 어디있나요? 저는 여기 있어요 (1993)
- 데몬스 4 (1991)
- 지옥의 일요일 (1991)
- 데모니아 (1990)
- 캡틴 아메리카 (1990)
- 바바렐라 (1968)